# Ispica

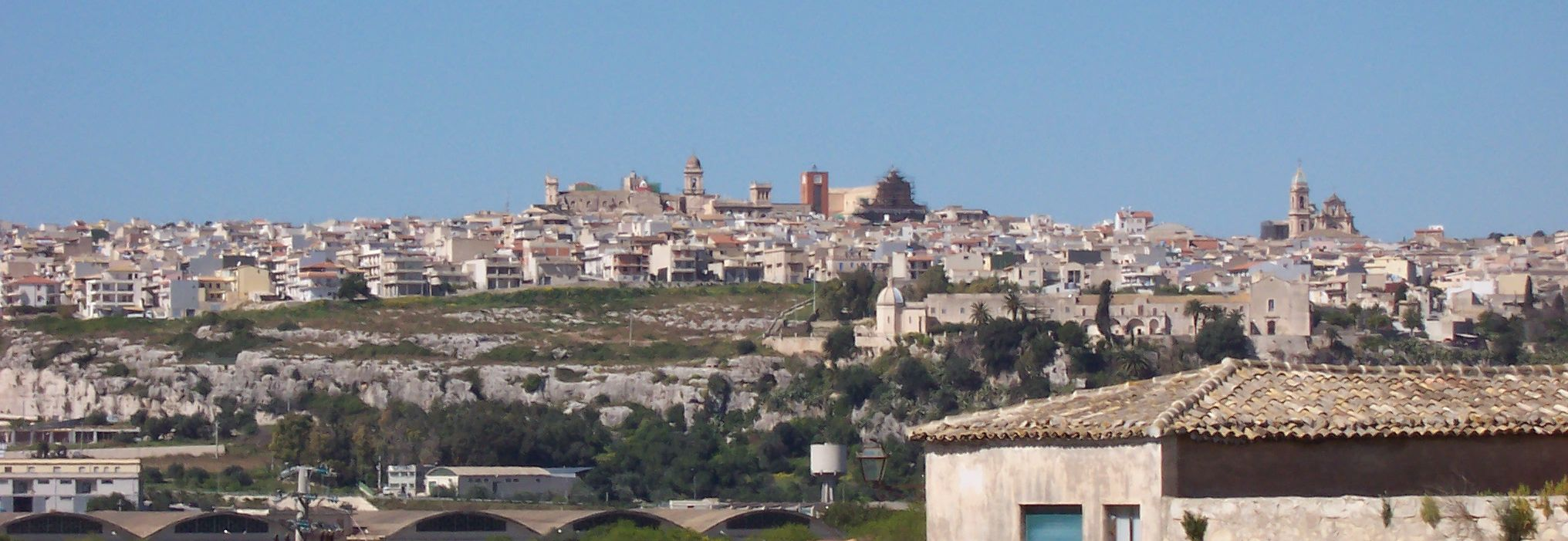
Panorama

Ispica ist eine italienische Gemeinde im Freien Gemeindekonsortium Ragusa in der Autonomen Region Sizilien mit 16.350 Einwohnern (Stand 31. Dezember 2023).

## Lage und Daten
Ispica liegt 35 Kilometer südwestlich von Ragusa am Fluss Ispica auf einer Fläche von 113,5 km². Die Einwohner arbeiten hauptsächlich in der Landwirtschaft und in der Lebensmittel verarbeitenden Industrie in Konservenfabriken.
Ispica liegt an der Bahnstrecke Canicattì–Syrakus.
Die Nachbargemeinden sind Modica, Noto (SR), Pachino (SR), Pozzallo und Rosolini (SR).
Im Gebiet liegen Teile vom Schutzgebiet Pantani della Sicilia sud orientale.

## Geschichte
Die Gegend um Ispica war bereits in vorgeschichtlicher Zeit von Menschen besiedelt. Dies bezeugt u. a. die Tomba del Principe in einer bronzezeitlichen Nekropole in der Cava d’Ispica. Im Mittelalter bestand ein Ort, den die Normannen ausbauten. Die Stadt wurde von einem Erdbeben im Jahr 1693 zerstört und am gleichen Ort wieder aufgebaut. Bis 1935 hieß die Stadt Spaccaforno.

## Sehenswürdigkeiten

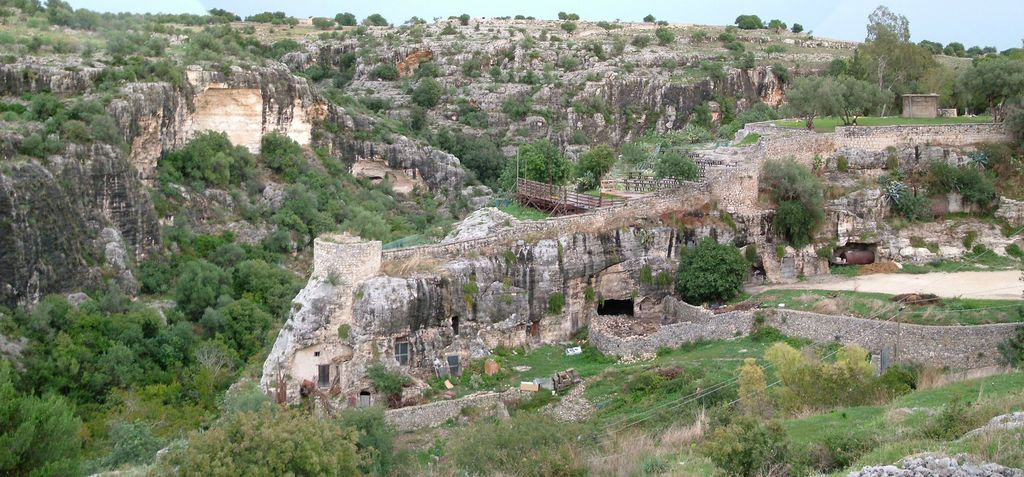
Cava d’Ispica

### In Ispica
- Kirche Santa Maria Maggiore von Vincenzo Sinatra mit sehenswertem Hauptaltar und Fresken von Vito D’Anna
- Kathedrale San Bartolomeo aus dem 18. Jahrhundert mit einer Doppeltreppe von der Piazza Maria Jose aus
- Kirche Annunziata an dem gleichnamigen Platz, erbaut Anfang des 18. Jahrhunderts, mit schönen Stuckarbeiten
- Bruno-Belmonte-Palast, das Rathaus im Jugendstil erbaut von Ernesto Basile

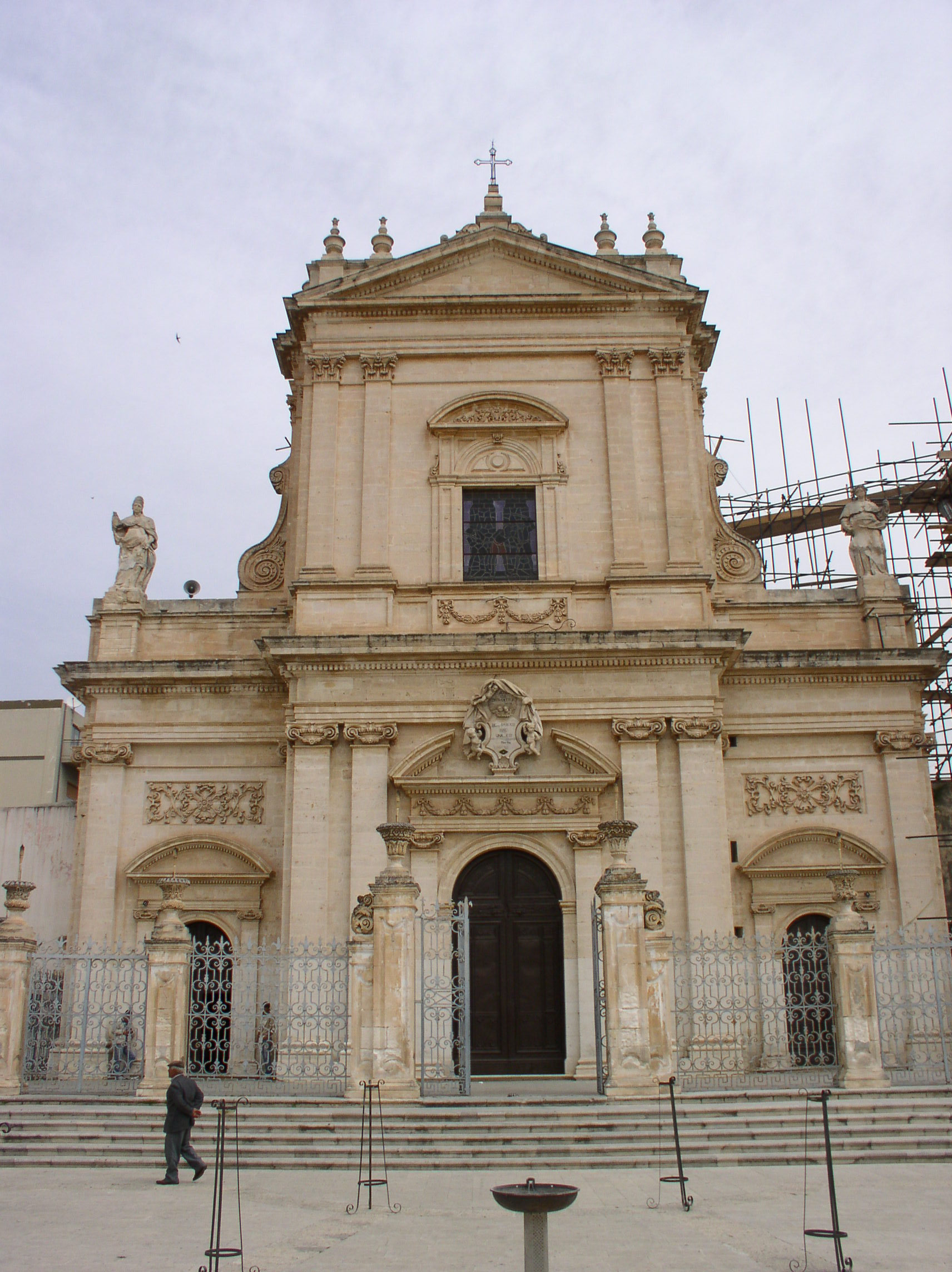
Santa Maria Maggiore
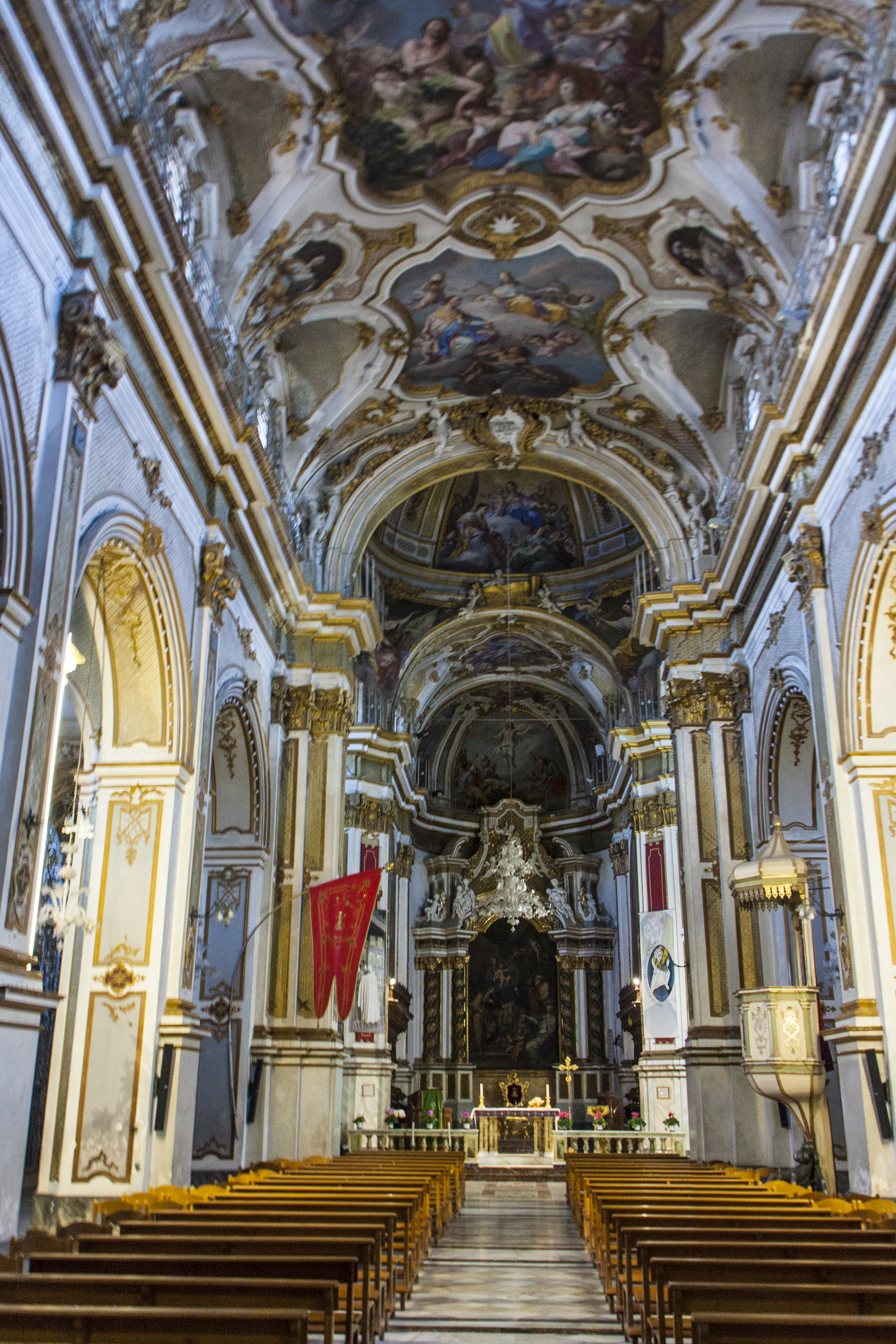
Inneres der Santa Maria Maggiore
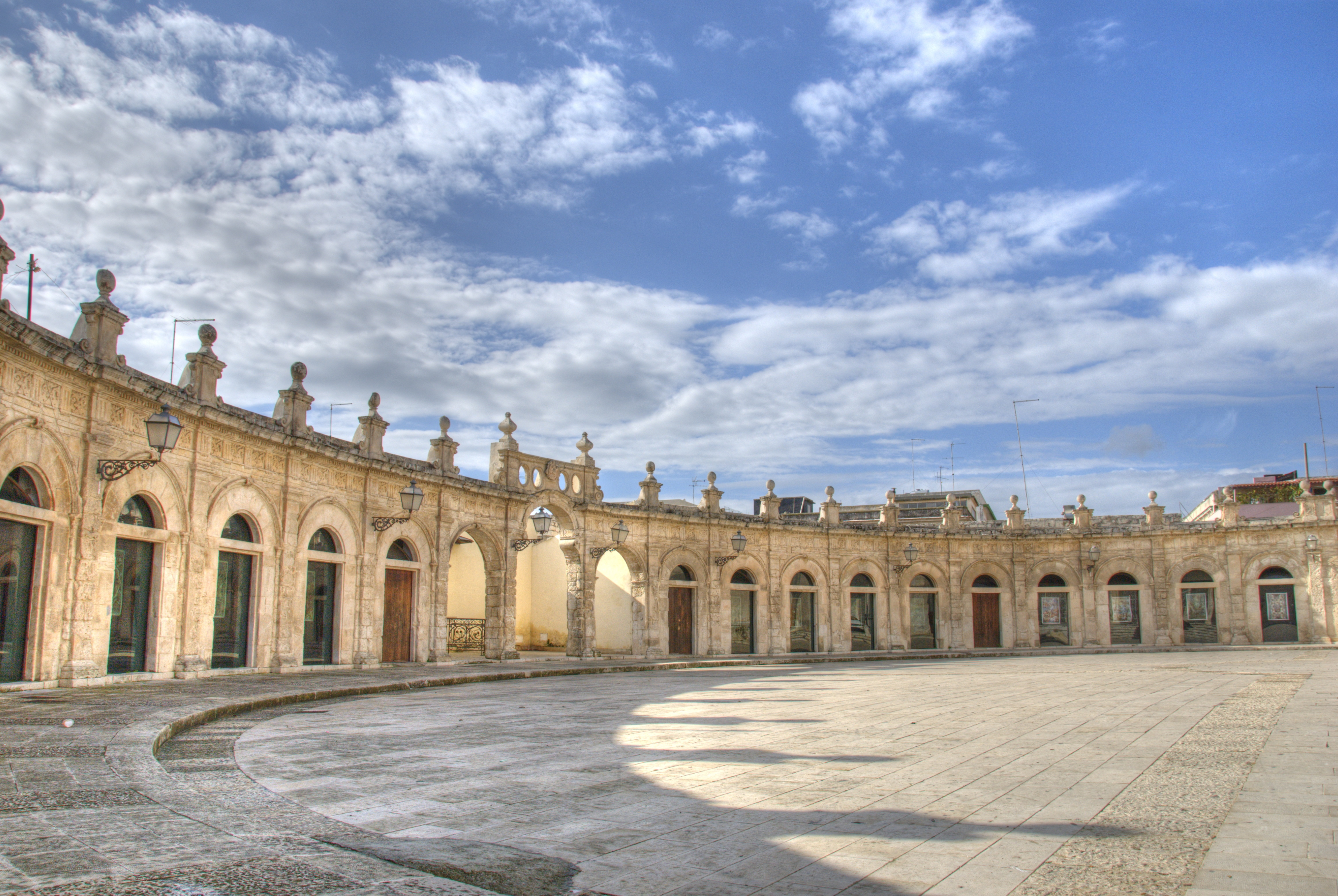
Loggiato von Vincenzo Sinatra
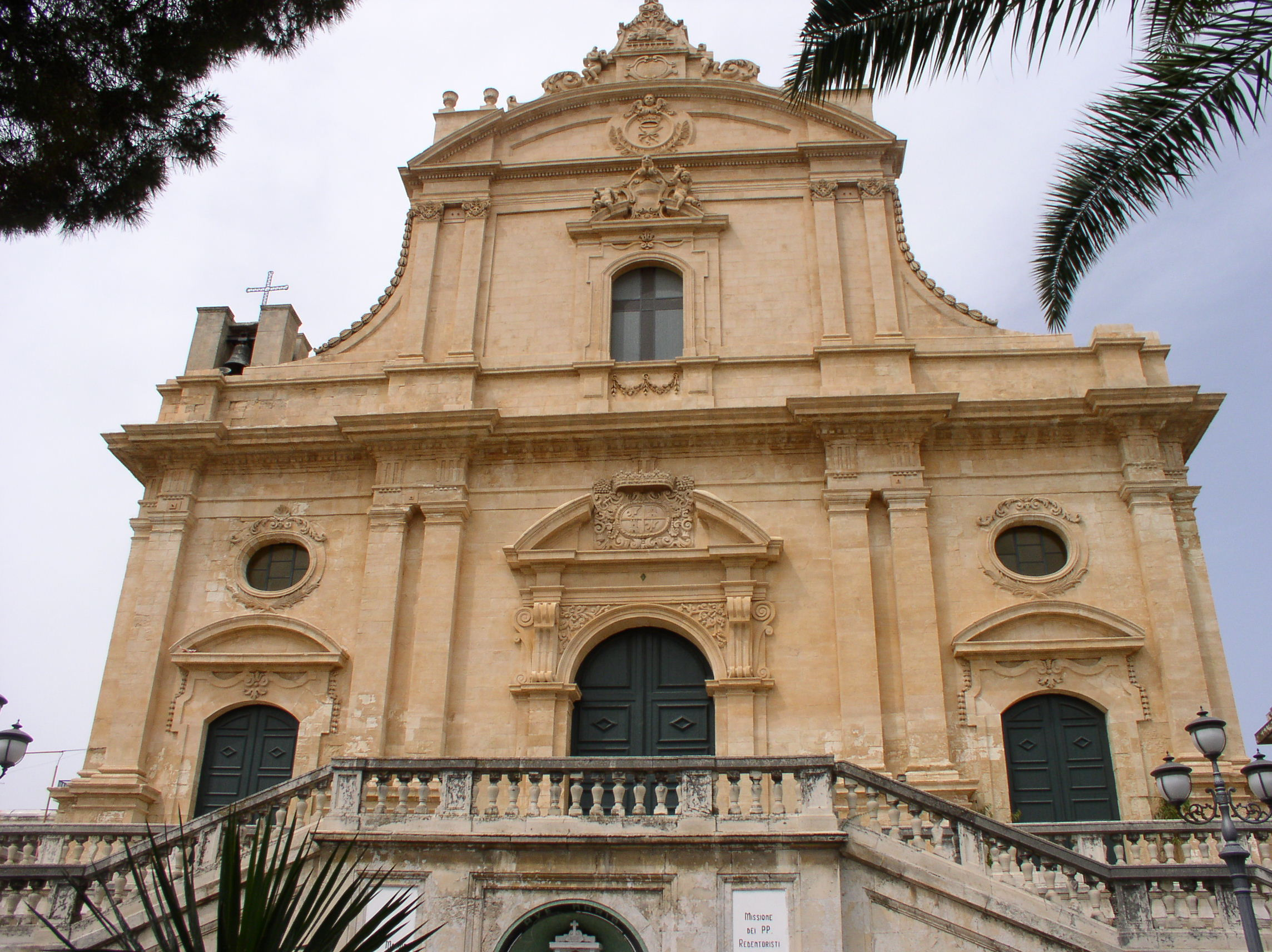
Kathedrale San Bartolomeo
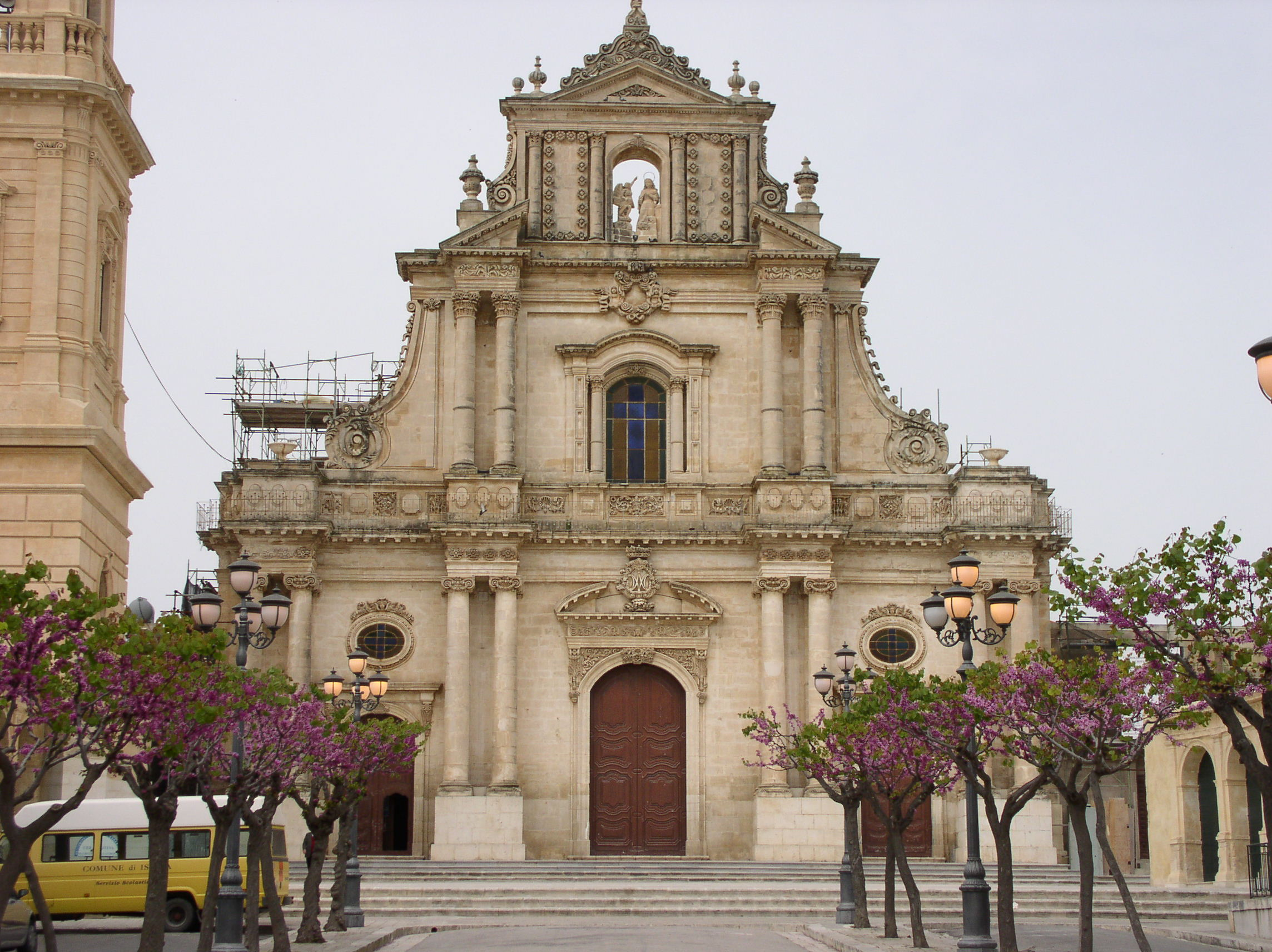
Chiesa della Annunziata
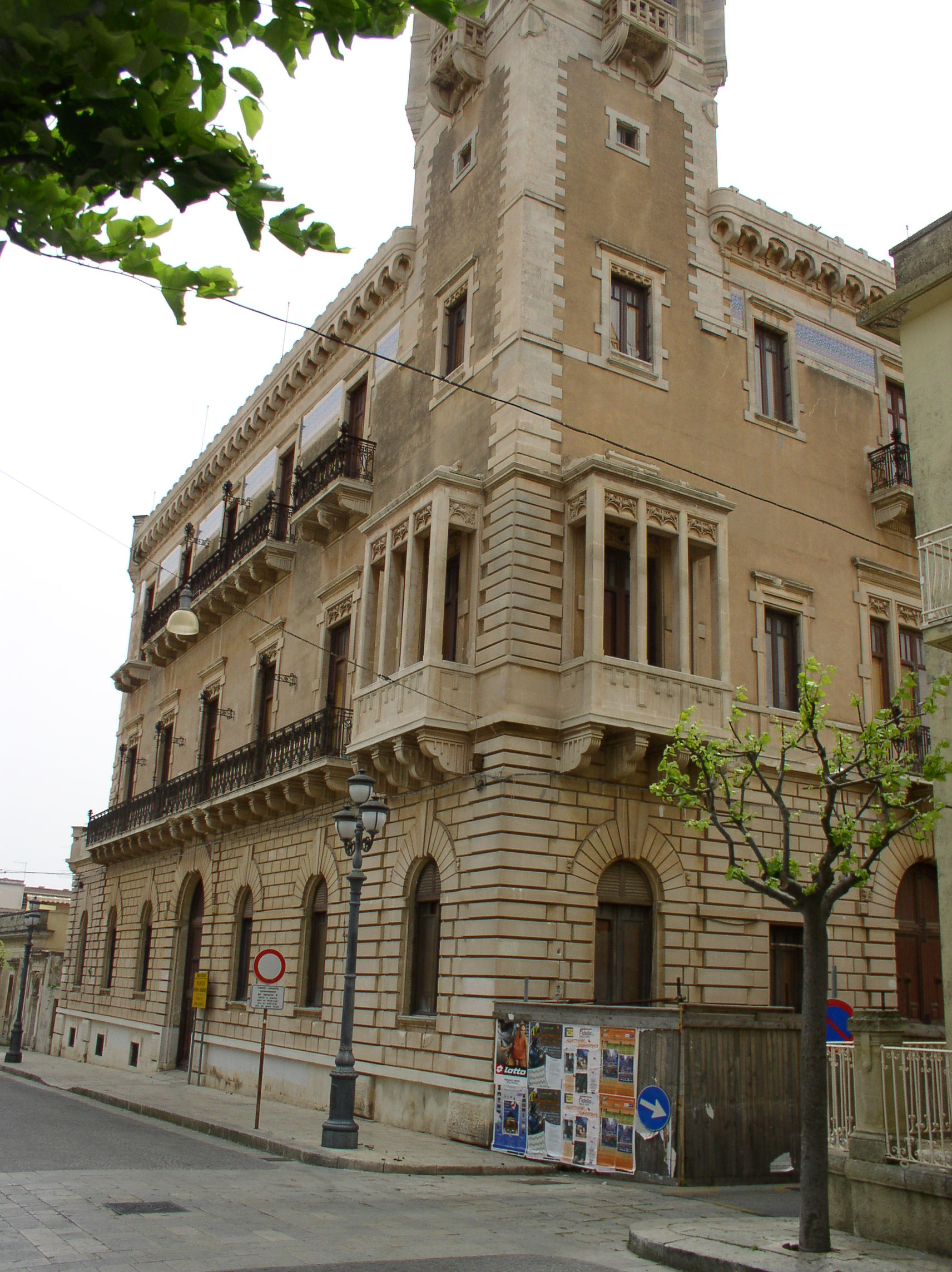
Rathaus

### In der Umgebung
- Parco della Forza, ein archäologischer Park um die antike Stadt Spaccaforno
- Cava d’Ispica, eine tiefe Schlucht aus Kalkstein mit Höhlen

## Söhne und Töchter
- Maria Crocifissa Curcio (1877–1957), Ordensgründerin, Selige der römisch-katholischen Kirche
- Corrado Lorefice (* 1962), römisch-katholischer Geistlicher, Erzbischof von Palermo